# Patricius felicis
Patricius felicis is een vlinder uit de familie van de Lycaenidae. De wetenschappelijke naam van de soort is voor het eerst gepubliceerd in 1886 door Charles Oberthür.
De soort is ontdekt in Tibet.